# مقياس قيمة الأعمال التجارية

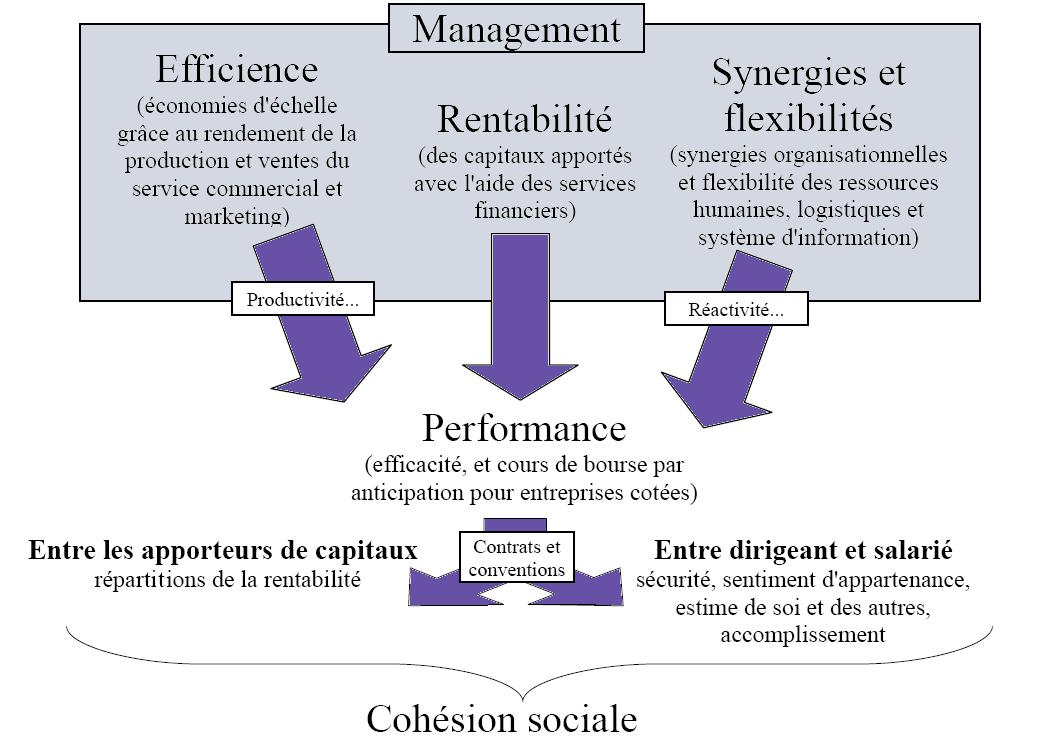

مقياس قيمة الأعمال التجارية، هو عملية أو مجموعة من الإجراءات المستخدمة لتقدير مقياس قيمة حصة المالك في عمل تجاري ما. يستخدم المشاركون في السوق المالية مقياس القيمة لتحديد السعر المُستعدين لدفعه أو استلامه من أجل التأثير على نشاط عملية تجارية ما، ويستخدم عادةً مُثمنو الأعمال الجارية بالإضافة إلى تقدير سعر مبيع بضاعة ما؛ نفس أدوات التقييم لحل النزاعات المتعلقة بفرض الضرائب على الممتلكات والمنح والدعاوى القضائية وتخصيص ثمن شراء الأعمال بين الأصول التجارية ووضع صيغة من أجل تقدير قيمة حصة ملكية الشركاء لاتفاقات البيع والشراء والعديد من الأغراض التجارية والقانونية الأخرى مثل حالة الجمود التي يواجهها مالكو الأسهم ودعاوى الطلاق والنزاعات العقارية.
تعين المحكمة في بعض الحالات محاسبا شرعيا كخبير مشترك يُقيم الأعمال.

## معيار القيمة وفرضيتها
يجب أن تحدد مهمة مقياس القيمة سبب تقييم الأعمال والملابسات المحيطة بالنشاط التجاري قبل إمكانية قياس قيمته. تُعرف هذه المعايير رسمياً باسم معيار قيمة الأعمال وفرضيتها.
ويعبر معيار القيمة عن الشروط الافتراضية التي تُقيم الأعمال على أساسها، إذ تعتمد فرضية القيمة على بعض الفرضيات مثل افتراض استمرارية العمل بشكله الراهن إلى الأبد (الاهتمام المستمر)، أو افتراض أن قيمة النشاط التجاري تكمن في عائدات بيع جميع أصوله مطروحاً منها القروض ذات الصلة (مجموع الأجزاء أو تجميع الأصول التجارية).

## معايير القيمة
- القيمة السوقية العادلة – وهي قيمة مشروع تجاري تُحدد بين كل من المشتري والبائع الراغبين في الحصول على معرفة كاملة بكل الحقائق ذات الصلة بالمشروع والتي لا تحتاج إلى إبرام معاملة.
- قيمة الاستثمار – وهي القيمة التي تملكها الشركة لمستثمر معين، وقد لوحظ أن أثر التآزر يُضمّن في التقييم وفقاً لمعايير القيمة الاستثمارية.
- القيمة الفعلية – وهي مقدار قيمة الأعمال التجارية التي تعكس فهم المستثمر المتعمق للإمكانات الاقتصادية للشركة.

## فرضية القيمة
- الاهتمام المستمر – وهي قيمة الاستخدام المستمر لمشروع تجاري تشغيلي مستمر.
- تجميع الأصول – وهي قيمة الأصول المعمول بها والتي لا تستخدم إجراءات الأعمال التجارية المُنظمة.
- التصرف المنظم – وهي قيمة الأصول التجارية في الأسواق، إذ يتم التخلص من الأصول بشكل فردي؛ ولا تُستخدم في العمليات التجارية.
- الإيفاء – وهي القيمة الموجودة في الأسواق عند صرف أصول عمل تجاري لتصفية قسرية.

فرضية القيمة لحساب القيمة السائدة
- قيد الاستخدام – في حال توفير الأصل أقصى قيمة للمشاركين في السوق بشكل أساسي من خلال استخدامه كمجموعة بالاقتران مع مجموعة الأصول الأخرى.
- قيد المبادلة – في حال توفير الأصل أقصى قيمة للمشاركين في السوق بشكل أساسي وفق أسس مستقلة.

يمكن أن تختلف نتائج مقياس قيمة الأعمال التجارية بشكل كبير تبعاً لكل من معيار وفرضية القيمة. يُتوقع في نطاق الأعمال التجارية الحقيقية أن يحدد كل من البائع والمشتري، مع امتلاكهم حافز لتحقيق النتيجة المُثلى؛ القيمة السوقية السائدة لأصل العمل التجاري الذي سينافس في السوق لمثل هكذا عمليات استحواذ.
من الممكن ألا يُنظر في أوجه التآزر إذا كانت مخصصة للعمل الذي يُقيم فقط. لا تتضمن القيمة السائدة خصومات لانعدام الرقابة أو إمكانية التسويق أيضاً.
لوحظ أنه من الممكن مع ذلك تحقيق القيمة السوقية السائدة لأصل عمل تجاري تتم تصفيته في سوقه الثانوي، وهو الأمر الذي يؤكد الفرق بين معيار وفرضية القيمة.
قد لا تعكس هذه الافتراضات؛ وهي غالباً لا تعكس؛ الظروف الفعلية للسوق التي يُباع فيها مشروعاً تجارياً، وتُفرض هذه الشروط مع ذلك بعد تطبيق أساليب التقييم المقبولة عموماً، نظراً لأنها تحقق معياراً موحداً للقيمة، بل وتتيح مقارنة ذات معنى بين الأعمال التجارية المُتماثلة.

## عناصر مقياس قيمة الأعمال التجارية

### الظروف الاقتصادية
يبدأ تقرير تقييم النشاط التجاري بشكل عام مع ملخص يوضح غرض ونطاق تقييم العمل بالإضافة إلى تاريخه وجمهوره المُصرح به. يُوضح فيما يلي وصف للظروف الاقتصادية الوطنية الإقليمية المحلية الموجودة اعتباراً من تاريخ التقييم، وذلك فضلاً عن الظروف الصناعية التي يعمل وفقها المشروع التجاري.
يُعتبر «كتاب البيج» الصادر عن مجلس الاحتياطي الفيدرالي من بين المصادر الشائعة للمعلومات الاقتصادية الموجودة في القسم الأول من تقرير تقييم الأعمال، والذي ينشره بنك الاحتياطي الفيدرالي ثماني مرات في السنة. تنشر حكومات الولايات والجمعيات الصناعية أيضاً إحصائيات مفيدة تصف الظروف الإقليمية والصناعية.

### التحليل المالي
يتضمن تحليل البيانات المالية عموماً تحليل الحجم المشترك وتحليل النسب المالية (السيولة ودوران رأس المال والربحية وما إلى ذلك) وتحليل المنحى وتحليل الصناعة المقارن، ويسمح هذا الأمر لمحلل مقياس قيمة الأعمال التجارية بمقارنة استهداف الشركة لأعمال أخرى في نفس مجال الصناعة أو ما شابهها، وباكتشاف الاتجاهات التي تؤثر على الشركة و / أو الصناعة مع مرور الوقت أيضاً.
يمكن لخبير مقياس قيمة الأعمال التجارية عبر مقارنة البيانات المالية للشركة في فترات زمنية مختلفة أن يقيم مشاهدة الزيادة أو الانخفاض في الإيرادات أو النفقات والتغيرات في هيكل رأس المال أو الاتجاهات المالية الأخرى.
سيساعد فهم كيفية مقارنة استهداف الشركة لصناعة ما في تقييم المخاطر، بل ويساعد في نهاية المطاف في تحديد معدل الخصم واختيار مضاعفات السوق.
تَجدر الإشارة أن البيان الأساسي من بين البيانات المالية؛ وهو المسؤول عن إظهار سيولة الشركة، ويسمى بالتدفق النقدي، إذ يوضح التدفق النقدي تدفق المال الداخل والخارج من الشركة.

### تطبيع البيانات المالية
يُعتبر تحديد قدرة الأعمال على توليد دخل لأصحابها هو الهدف الرئيسي للتطبيع. مقياس الدخل، وهو مقدار التدفق النقدي الذي يستطيع المالكين إزالته من العمل التجاري دون التأثير سلباً على عملياته. تندرج تعديلات التسوية الأكثر شيوعاً ضمن الفئات الأربع التالية:
- التعديلات القابلة المقارنة. يجوز للشخص المُقيم ضبط البيانات المالية لشركة معينة من أجل تسهيل المقارنة بين صناعة شركة مُستهدفة لهذه الصناعة وشركات أخرى أو الموقع الجغرافي للشركات. تهدف هذه التعديلات إلى إزالة الاختلافات بين طريقة تقديم الشركة لبيانات الصناعة المنشورة وطريقة تقديم البيانات المالية.
- التعديلات غير التشغيلية. يُعتبر من المنطقي الافتراض أن البائع سيحتفظ بأي أصول لا تتعلق بتوليد الأرباح أو سعر تلك المنتجات في حال بيع عمل ما في صفقة مبيعات افتراضية (والتي هي الفرضية الأساسية لمعيار القيمة السوقية السائدة)، إذ تُحذف لهذا السبب الأصول غير التشغيلية (مثل النقد الزائد) من الميزانية العمومية.
- التعديلات غير المتكررة. قد تتأثر البيانات المالية للشركة المعنية بالأحداث التي لا يُتوقع تكرارها، مثل شراء أو بيع الأصول أو الدعاوى القضائية أو إيرادات أو مصاريف كبيرة بشكل غير عادي. تُعدل هذه البنود غير المتكررة بحيث تعكس البيانات المالية توقعات الإدارة للأداء المستقبلي بشكل أفضل.
- التعديلات التقديرية. قد يُدفع لمالكي الشركات الخاصة بشكل يتفاوت عن مستوى تعويضات السوق التي قد يطلبها المسؤولون التنفيذيون في الصناعة. يجب تعديل تعويضات المالك والمزايا والامتيازات والتوزيعات وفقاً لمعايير الصناعة من أجل تحديد القيمة السوقية السائدة، ويتم بالمثل فحص الإيجار الذي يُدفع في النشاط التجاري من أجل استخدام العقارات المُمتلكة من قبل أصحاب الشركة بشكل فردي.

### طريقة إجراء مقياس قيمة الأعمال التجارية الثقافية
تشمل الطريقة غير المعروفة الجانب الثقافي إلى جانب الأساليب الرياضية لتقييم الشركات، ويُعتبر اكتشاف المشكلات الخفية ذا أهمية كبيرة في إنجاح مشروع الأعمال.